# Mercenários bielorrussos na Costa do Marfim

Yamoussoukro aeroporto, onde os especialistas bielorrussos foram baseados.

Mercenários bielorrussos na Costa do Marfim era um grupo de ex-pilotos e técnicos das Forças Armadas da Bielorrússia. Enviado ao país para apoiar o exército do Presidente Laurent Gbagbo na Primeira Guerra Civil (2002—2007). Supostamente estavam sob o patrocínio da França e da Bielorrússia.

## Atividade
Os bielorrussos estavam envolvidos na reciclagem de pilotos africanos para a operação dos aviões de ataque soviéticos Su-25. Os marfinenses realizaram apenas três missões de combate com seus instrutores estrangeiros. Durante o último, eles acidentalmente ou deliberadamente atacaram uma base francesa em Bouaké. O incidente levou à captura pelas tropas francesas do Aeródromo de Yamoussoukro e aos discursos da milícia Jeunes Patriotes em Abidjan. Depois disso, os bielorrussos deixaram o país imediatamente. Anos depois, um processo criminal foi aberto sobre eles pelo assassinato de militares. Um dos mercenários, Yuri Sushkin, foi condenado à revelia à prisão perpétua.

## Aviação
| Ano                 | Número de bordo | Modelo                                         | Fornecedor   | Observação |              |              |
| Helicópteros        | Helicópteros    | Helicópteros                                   | Helicópteros | Helicópteros | Helicópteros | Helicópteros |
| ------------------- | --------------- | ---------------------------------------------- | ------------ | --- | ------------ | ------------ |
| 2002                | ?               | Mil Mi-24 (2 unidades)                         | Belarus      | inicialmente pilotado por mercenários da França e da África do Sul, que anteriormente lutaram em Serra Leoa; o pessoal técnico é composto por bielorrussos e ucranianos |              |              |
| 2002-2003           | ?               | Mil Mi-24 (3 unidades)                         | Bulgária     | inicialmente pilotado por mercenários da França e da África do Sul, que anteriormente lutaram em Serra Leoa; o pessoal técnico é composto por bielorrussos e ucranianos |              |              |
| Aviões de ataque    |                 |                                                |              | |              |              |
| 2003                | «20»            | Su-25UB (treinamento de combate, dois lugares) | Belarus      | Boris Smakhin e o piloto do Marfim |              |              |
| 2003                | «21»            | Su-25UB (treinamento de combate, dois lugares) | Belarus      | Yuri Sushkin e o piloto do Marfim |              |              |
| 2004                | «02»            | Su-25 (combate, um lugar)                      | Belarus      | não explorado |              |              |
| 2004                | «03»            | Su-25 (combate, um lugar)                      | Belarus      | não explorado |              |              |
| Avião de transporte |                 |                                                |              | |              |              |
| 2004                | ?               | Antonov An-12                                  | ?            | uma equipa de 15 pilotos e técnicos, incluindo ucranianos, russos, bielorrussos                                                                                         |              |              |